# لوواسپاتونا
لوواسپاتونا (به مجاری:  Lovászpatona) یک شهرداری در مجارستان است که در ناحیه پاپا واقع شده‌است. لوواسپاتونا ۴۹٫۹ کیلومتر مربع مساحت و ۱٬۳۱۸ نفر جمعیت دارد.